# Jリーグ RADIO
Jリーグ RADIO（ジェイリーグ ラジオ）はニッポン放送が1993年5月15日から2019年12月7日まで放送していたサッカー中継の番組タイトル。改題前は、『Jリーグ スーパースタジアム』。

## 番組概要
ニッポン放送では天皇杯全日本サッカー選手権大会、JSLカップ、トヨタ ヨーロッパ/サウスアメリカ カップといった日本で開かれるサッカーのビッグトーナメントを中継してきた。また、開幕前から、社団法人日本プロサッカーリーグの当時：ナンバー2であった木之本興三と懇意だったため、1992年のJリーグヤマザキナビスコカップ以後、1993年4月からはJリーグ主催公式戦の民放ラジオ独占中継（『Jリーグ スーパースタジアム』）を開始した。
原則的には土曜の午後に編成された、J1リーグ開催試合の中から注目される好ゲームを選んでニッポン放送自社制作で現地に赴いて実況中継を展開するというものである。また、プロ野球シーズン中は『ショウアップナイターハイライト』、シーズンオフは関連コーナーである『ショウアップスポーツ』等のスポーツニュースでJリーグの全ての結果を知ることが出来ていた。但し、JFAが主催しているカップ戦である天皇杯全日本サッカー選手権大会の決勝戦については、共催であるNHKのほか、文化放送でも並列で中継され、放送権独占の対象外となる。
また、サッカー日本代表に絡むFIFAワールドカップ・予選やキリンチャレンジカップ等の主要試合についても、ニッポン放送が地上波ラジオ放送独占中継を行っており、2012年からはサッカー日本女子代表の試合の中継も開始した。
この場合、土曜日の14時台から17時台の中継枠を確保するため、土曜の午後枠の通常番組を「短縮版」として編成している。そのため、2019年時点でJリーグ・日本代表とも原則としてニッポン放送ローカルでの放送となっている。
しかし、2020年のJリーグは新型コロナウイルス感染拡大に伴い、新型コロナウイルス感染症対策本部の見解に基づき、2020JリーグYBCルヴァンカップグループステージ第2節7試合の延期を決定し、新型コロナウイルスによる社会・経済的影響に伴い、同年3月15日までに開催予定だったJ1リーグ第2節から第4節の延期が決定し、その後、同年4月7日に緊急事態宣言が発令し、5月25日の解除された後に、リーグ再開が7月4日迄ズレ込んだ関係で、2020年12月時点でレギュラー番組を休止して当該番組の編成が1度もされずに同年シーズン全節消化。再開したJ1リーグ第2節の「浦和レッドダイヤモンズ×横浜F・マリノス」（埼玉スタジアム2002）の「リモートマッチ」の試合リポート（実況担当：洗川雄司）を同局で放送している『ニッポン放送ショウアップナイター』の番組内での挟み込み に留まり、当初同年11月7日に催される予定であったYBCルヴァンカップ決勝については、柏レイソルからクラスターが発生した影響で2021年1月4日に延期されたが、同局報道スポーツコンテンツセンターにて業務を行うスタッフが自身の発信で同局が実況中継を番組編成しない事を明かしている。その他にも毎年編成されて来た第100回天皇杯全日本サッカー選手権大会 決勝 川崎フロンターレ×ガンバ大阪の実況中継は新春特番として編成されない事が決定し、2020年シーズンにおいてニッポン放送のサッカー中継は前述の途中経過リポート以外、実質的に未編成となった。
2021年シーズンもフジサンケイグループがバックアップしているYBCルヴァンカップ含めて同様の対応を敷き、結果として対外的に発表せずに、2019年 J1リーグ 第34節「横浜F・マリノス×FC東京」（日産スタジアム）でのF・マリノスリーグ優勝決定戦の放送を最後にJリーグのラジオ実況中継から撤退となった。しかし、2022年3月24日には2022 FIFAワールドカップのアジア最終予選の日本代表戦（対オーストラリア、アウェーゲーム）の中継を行った。
2023年にはJリーグ発足30周年を記念し、5月3・4日にそれぞれ特番を編成した
1. 5月3日（水曜・祝日）15:00-15:30（LF首都圏ローカル）「The Deep特別編・川渕キャプテンが語るJリーグの30年」[8]（ゲスト：川渕三郎、聞き手：金子達仁）
2. 5月4日（木曜・祝日）19:00ｰ20:00（NRNナイターを放送するラジオ局に向けて全国ネット）「（ニッポン放送ショウアップ）ナイタースペシャル・Jリーグ30周年特別番組 次の30年へ『よっしゃいこ！』[9]（ゲスト：野々村芳和、パーソナリティー：槙野智章・足立梨花）

## 出演者

### 過去

#### 実況
2019年時点
全員ニッポン放送のスポーツ部所属のアナウンサー
当該番組では、実況アナウンサーを「サッカーパーソナリティー」と呼称する
- 煙山光紀（メイン実況）
- 洗川雄司
- 大泉健斗
- 清水久嗣※スポーツ部契約
- 師岡正雄※フランスW杯迄はメイン実況、以後リポーターのみ
- 小野浩慈（当時：ニッポン放送アナウンサー）
- 福永一茂（当時：ニッポン放送アナウンサー）
- 山内宏明
- 小笠原聖※編成局契約
- 日々野真理（フリーアナウンサー）※サッカー日本女子代表の試合に限定して担当していた

#### リポーター
- 高木聖佳（フリーアナウンサー、リポーター）

#### 解説者
2019年時点
プロサッカー評論家が稀に解説者に加え、サッカージャーナリストが解説を務めため「サッカーコメンテーター」と呼称する
- 水沼貴史
- 金子達仁
- 水内猛
- 小谷泰介
- 三浦淳寛
- 福田正博
- 井原正巳
- 城彰二
- 長谷川健太
- 山口素弘
- 前園真聖
- 岩本輝雄
- 鈴木隆行
- 福西崇史

## 制作スタッフ

### 過去
- チーフディレクター：木之本尚輝（スポーツ部ディレクター、現・CP局コンテンツプロデュースルームプロデューサー）※木之本興三の子息
- ディレクター：山田広太